# Лендорф-им-Драуталь
Лендорф-им-Драуталь (нем. Lendorf im Drautal) — коммуна (нем. Gemeinde) в Австрии, в федеральной земле Каринтия. 
Входит в состав округа Шпитталь.  Население составляет 1763 человека (на 31 декабря 2005 года). Занимает площадь 34,3 км². Официальный код  —  2 06 16.

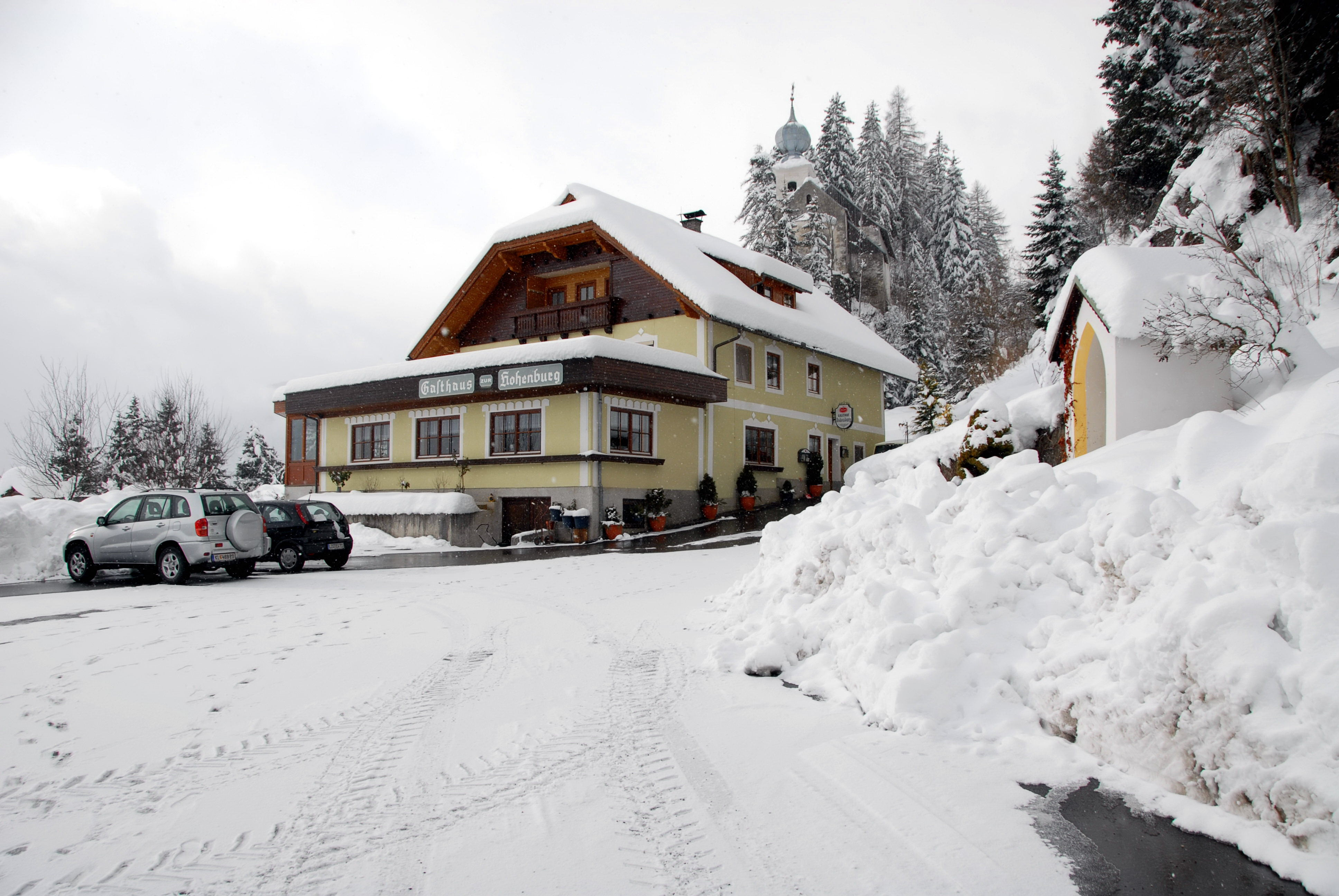
Лендорф-им-Драуталь

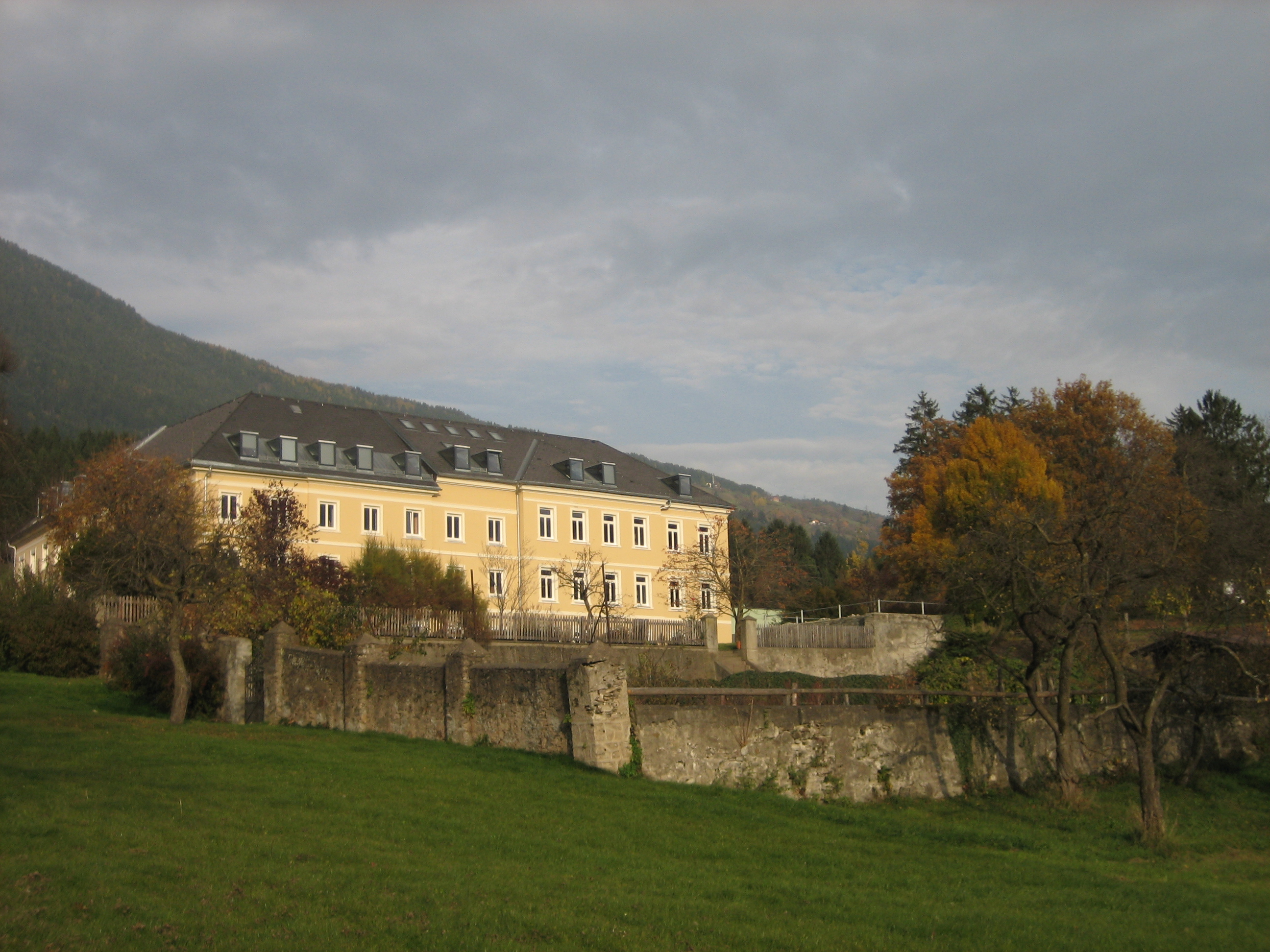
Лендорф-им-Драуталь

## Политическая ситуация
Бургомистр коммуны — Готтфрид Виллеггер (СДПА) по результатам выборов 2003 года.
Совет представителей коммуны (нем. Gemeinderat) состоит из 15 мест.
- СДПА занимает 8 мест.
- АНП занимает 4 места.
- АПС занимает 3 места.